# Produkcija gramofonskih plošč Radio televizije Beograd
Produkcija gramofonskih plošč Radio televizije Beograd (Srbohrvaško: Produkcija gramofonskih ploča Radio televizije Beograd), poznana po kratici PGP RTB, je bila ena od največjih glasbenih založb v bivši Jugoslaviji. Ustanovljena je bila leta 1958. Po razpadu Jugoslavije se je  leta 1993 preimenovala v Produkcija gramofonskih plošč Radio televizije Srbija oz. PGP RTS.

## Konkurenca
Ostale velike glasbene založbe, ki so še bile v Jugoslaviji: 
- Jugodisk iz Beograda
- Jugoton in Suzy iz Zagreba
- Diskoton iz Sarajeva
- ZKP RTLJ (Založba kaset in plošč Radia televizije Ljubljana) iz Ljubljane
- Helidon (pod okriljem Založbe Obzorja Maribor)

## Izvajalci
Nekateri izvajalci, katerih dela je izdajala PGP RTB: 
| - Alisa - Alpski kvintet - Amajlija - Ansambel Henček - Ansambel Tonija Verderberja - Atomsko Sklonište - Bajaga i Instruktori - Đorđe Balašević - Banana - Bastion - Bebi Dol - Bel Tempo - Beograd - Bezobrazno Zeleno - Bojan Drobež - Lepa Brena - Bulevar - Buldožer - Crni Biseri - DAG - Čista Proza - Zdravko Čolić - Disciplina Kičme - Doktor Spira i Ljudska Bića - Džentmeni - Elipse - Franjo Bobinac - Generacija 5 - Gordi - Grupa I - Igra Staklenih Perli - Indexi - Jakarta - Jugosloveni - Karizma - Kladivo, konj in voda - Korni grupa - La Strada - Laboratorija Zvuka | - Laki Pingvini - Leb i Sol - Mama Rock - Martin Krpan - Miha Kralj - Toni Montano - Oktobar 1864 - Osmi Putnik - Osvajači - Parni valjak - Partibrejkers - Piloti - Pomaranča - Pop Mašina - Porodična Manufaktura Crnog Hleba - Poslednja Igra Leptira - Propaganda - Radomir Mihajlović Točak - Rambo Amadeus - Rani Mraz - Riblja Čorba - September - Slomljena Stakla - Slovenski oktet - Smak - Suncokret - Svetlana Ražnatović - S Vremena Na Vreme - Miladin Šobić - Tako - Tereza Kesovija - Time - Trio Franca Flereta & Vokalni Kvartet »Do« - Tunel - Neda Ukraden - U Škripcu - Vampiri - Viktorija - Warriors - YU grupa - Zana |

Založba PGP RTB je imela, tako kot tudi založba Jugoton, licence za izdajanje del tujih izvajalcev, kot so: ABBA, Joan Baez, Bee Gees, Bon Jovi, James Brown, Def Leppard, Dire Straits, Bryan Ferry, Jimi Hendrix, The Police, Rainbow, Status Quo, Rod Stewart, Sting, The Style Council, The Who in ostali.